# Naissance en 1275
Naissance
- 1271
- 1272
- 1273
- 1274
- 1275
- 1276
- 1277
- 1278
- 1279

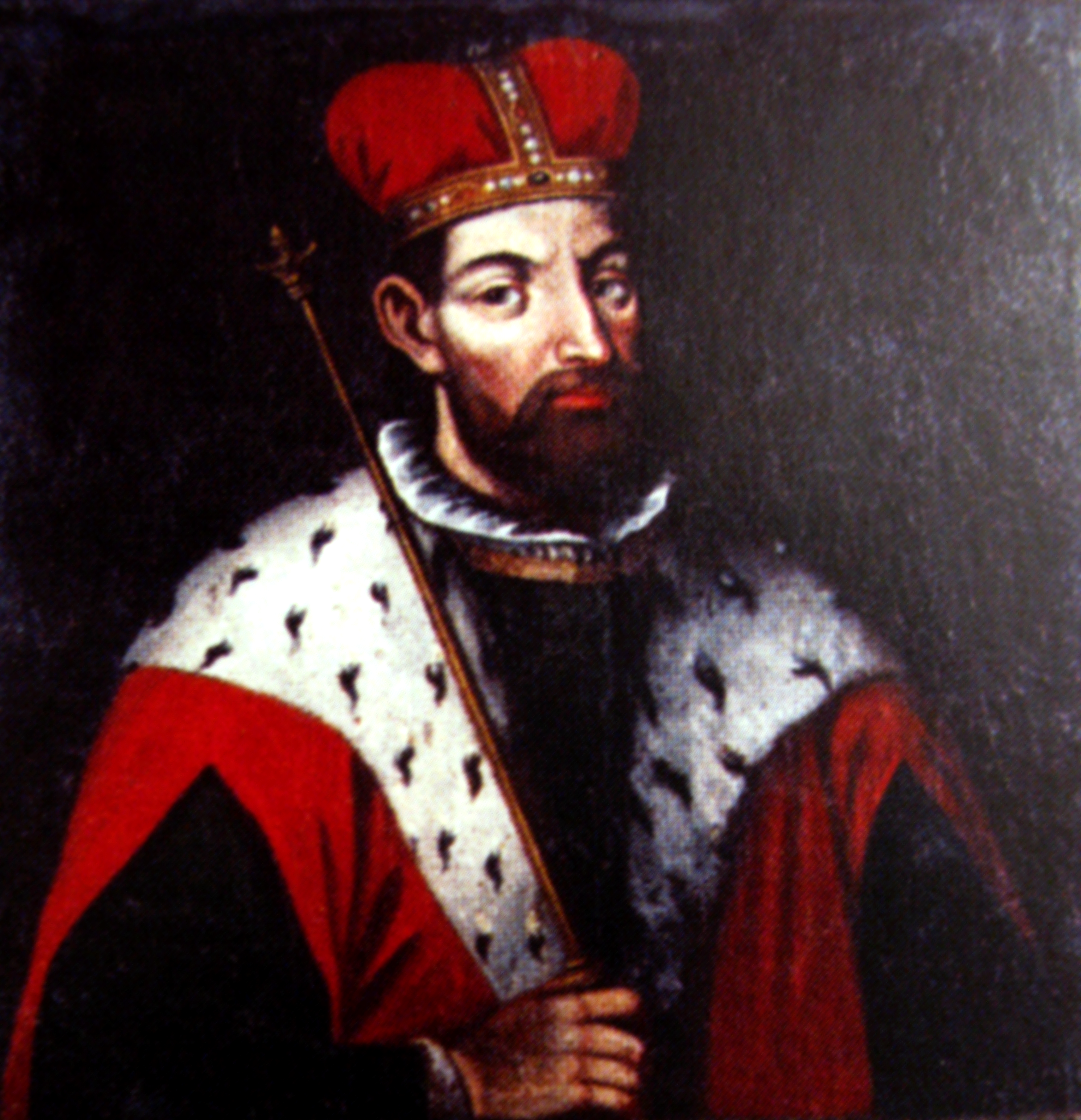
Ghédimin, né en 1275.

Cette page dresse une liste de personnalités nées au cours de l'année 1275 :
- 15 mars : Marguerite d'Angleterre, princesse anglaise et duchesse de Brabant.
- 27 septembre: Jean II de Brabant, duc de Brabant, de Basse-Lotharingie, et de Limbourg.
- 11 octobre : Jean Meeuwe, chevalier, banneret.
- 20 octobre : Chungseon, vingt-sixième roi de la Corée de la dynastie Goryeo.

- Abû Saïd Uthmân ben Yaqub, sultan mérinide.
- Aliénor de Bretagne, 16e abbesse de Fontevraud.
- Anne d'Autriche, noble membre de la maison des Habsbourg.
- Mathilde de Bavière, princesse de Bavière.
- Gérard de Lunel, religieux Franciscain.
- Jean Ier de Montferrat, seigneur de Montferrat.
- Musō Soseki, noble de cour japonais (kugyō) de l'époque de Kamakura.

date incertaine (vers 1275)
- Walter Burley, philosophe scolastique et logicien anglais.
- Cécile de Rodez, comtesse de Rodez.
- Ghédimin ou Gediminas, grand-duc de Lituanie.
- Guy de Chypre, connétable de Chypre.
- Henri VII de Luxembourg, comte de Luxembourg, roi des Romains puis empereur des Romains.
- Isabelle d'Arménie, princesse d'Arménie.
- Hōjō Morotoki, dixième shikken du bakufu Kamakura.
- Valpurge de Rodez, vicomtesse de Creyssel.
- Waléran II de Luxembourg-Ligny, seigneur de Ligny, de Roussy et de Beauvoir.

## Crédit d'auteurs
- Cet article est partiellement ou en totalité issu de l'article intitulé « 1275 » (voir la liste des auteurs).